# Acanthocinus nodosus
Acanthocinus nodosus  (лат.) — вид жуков-усачей из подсемейства ламиин. Распространён на Аляске, в восточных США и Канаде. Кормовым растением личинок являются хвойные растения, например, сосна ладанная.